# Tesagrotis cinibarina
Tesagrotis cinibarina är en fjärilsart som beskrevs av Hill 1924. Tesagrotis cinibarina ingår i släktet Tesagrotis och familjen nattflyn. Inga underarter finns listade i Catalogue of Life.